# Stefano Agazzari
Stefano Agazzari (Siena, 1354 – Bologna, 28 o 29 ottobre 1433) è stato un frate agostiniano.

## Biografia
Proveniente da una nobile famiglia senese, all'età di quattordici anni abbracciò la vita degli eremitani di Sant'Agostino a San Salvatore di Lecceto, che lui stesso trasformò, nel 1408, in priorato di canonici regolari. Nel 1414 ottenne il monastero di Sant'Ambrogio di Gubbio e nel 1419 fondò, con il sostegno di papa Gregorio XII, la Congregazione dei canonici regolari di San Salvatore di Bologna o Renana, della quale fu rettore generale. Nel 1420, per volontà di papa Martino V, ricevette nel possesso della congregazione il Monastero e la Chiesa di San Donato in Scopeto, poco fuori Firenze. Da qui l'origine del nome scopetini, con il quale furono altresì chiamati i canonici regolari di S. Salvatore di Bologna fino al 1703, data dello spossessamento dei beni fiorentini per volontà di Cosimo III dè Medici.

### Opera
- Vita di Niccolò Marescotti